# Mateo II Orsini
Mateo II Orsini (muerto en 1259 o 1264) de la familia italiana de los Orsini fue conde palatino de Cefalonia y Zante desde 1238 hasta su muerte.
El origen exacto de Mateo II es desconocido. Probablemente su padre fue el conde palatino Mateo I Orsini. Antes de 1228 Mateo II se casó con la princesa bizantina Ana (Teodora) Angelina de Epiro, probablemente hija de Juan Comneno Ducas, el déspota de Epiro.
Con la muerte de Mateo I en 1238, Mateo II se convirtió en el tercer conde palatino de Cefalonia y Zante. Al igual que su predecesor, se presentó como un vasallo de los estados vecinos de Sicilia, Epiro y Acaya.
Mateo II murió alrededor de 1259 o 1264, su hijo Ricardo I Orsini se convirtió en su sucesor.

## Matrimonio
Con su esposa Ana (Teodora) Angelina (también: Comnena Ducaina) de Epiro, la hija de Juan Comneno Ducas, Mateo II tuvo cuatro hijos:
- hija, se casó con Guillermo de Méry, hijo de Godofredo de Méry, condestable del Imperio latino.
- Ricardo I Orsini, conde palatino de Cefalonia
- Teodoro (Teodosio) Orsini
- hija, se casó con Balduino d'Aine